# Callidula evander
Callidula evander es una polilla de la familia Callidulidae. Se encuentra en Célebes.